# Antoine Zawistowski
Antoine Zawistowski, né le 10 novembre 1882 à Święck-Strumiany en Podlachie et mort le 4 juin 1942 à Dachau, est un prêtre polonais, mort en déportation lors de la Seconde Guerre mondiale.

## Biographie
Originaire de Lublin, où il est le président de l'Action catholique, il est un des collaborateurs du Père Maximilien Kolbe.
Il est arrêté par les Nazis le 19 juin 1940 et déporté à Dachau où sont internés de nombreux prisonniers chrétiens. Là, il continue sa mission apostolique, malgré les vexations et les privations, accompagnant spirituellement les autres déportés.
Il meurt sous la torture en 1942. Reconnu par l'Église catholique comme l'un des cent-huit martyrs polonais de la Seconde guerre mondiale, il est béatifié le 13 juin 1999 par le Pape Jean-Paul II, à Varsovie.

## Sources
- Prions en Église, n° 258, p. 16 (Éditions Bayard)